# 浦川麗子
浦川 麗子（うらかわ れいこ、1931年8月20日 - ）は、日本の女優、声優。岡山県井原市井原町出身。福島県立女子高等学校卒業。國學院大學文学部国文科中退。

## 来歴
高校在学中は演劇部で活動し、アマチュア劇団の福島演研にも所属していた。NHK福島放送劇団に入り、プロとしての活動を開始。高校卒業後は上京し、劇団廿世紀、劇団こまどりを経て、1952年、ラジオ東京放送劇団に2期生として入団。1959年に退団した後は東京俳優生活協同組合を経て、1969年4月に文学座に入団。
1955年から放送が開始されたラジオ番組『ポポン・ミュージック・レター』の司会を志摩夕起夫とともに担当。志摩がアナウンサ―では声が型にはまっていて面白くないので、家庭の奥様のような艶のある人の起用を要望したため、浦川が起用された。放送から半年ほどは経験の浅い浦川を志摩がリードすることが多かったが、放送が続く中で浦川が志摩をリードすることも多くなった。
番組が数年にわたって放送され、交際疑惑なども起きたが、浦川と志摩は仕事以外の付き合いは放送が開始した頃に数回お茶を飲んだ程度であり、その後はお互いのスケジュールの都合もありスタジオ以外で顔を合わせたことも無いと述べている。
第5回女性ヒューマン・ドキュメンタリー大賞に『幕が上がる』で入賞した

## 出演

### 映画
- わんぱく天使（1963年） - 若い先生
- 女の花道（1966年） - お松

### テレビドラマ
- 愛情物語（1957年）
  - 第1話「芸者赤ん坊」[9]
  - 第5話「カンナの花咲く頃」[9]
  - 第8話「新版舌切雀」[9]
- 伝七捕物帳 第53話「情の火花に散る涙」（1974年） - お米
- てだのふあ・おきなわ亭（1979年） - おかあさん
- 木曽街道いそぎ旅 第8話「妻籠宿、月に浮かんだお六櫛」（1980年） - 店の女
- 京都妖怪地図 きらら坂に住む400歳の氷女（(1981年） - 道代
- 愛の別れ道（1982年） - 草間

### 舞台
- 津和野（1968年） - マリヤの声[10]
- メアリー・スチュアート（1968年） - ハンナ[11]
- 欲望という名の電車（1969年） - 看護婦[12]
- 阿Q外伝（1969年） - 太太[13]
- 冬の花（1970年） - 八杉夫人[14]
- 華岡青洲の妻（1970年） - 於沢[15][注釈 3]
- にごりえ（1972年） - たよ[16][注釈 4]
- 七本の色鉛筆（1973年） - 恵子[17]

### ラジオドラマ
- チャッカリ夫人とウッカリ夫人（1953年） - マリ子さん[18]
- 花嫁はどこにいる（1954年 - 1955年）
- 花ふたたび（1955年 - 1956年）
- ある月光曲（1960年） - 月[19]
- 仏教民話アワー（1961年） - 語り手[20]

### 吹き替え
- 学生たちの道（1963年） - オルガ
- タイムトンネル（1967年） - ヘレン
- 冒険（1967年） - エミリー・シアーズド(グリア・ガースン)
- ニュールンベルグ裁判（1971年） - イレーネ・ホフマン＝ヴァルナー(ジュディ・ガーランド)
- 刑事(1974年) - カレン・リーランド(リー・レミック)
- 大反撃(1975年)
- 新ドラキュラ/悪魔の儀式(1977年) - チンヤン